# 상월면
상월면(上月面)은 대한민국 충청남도 논산시에 설치된 면이다.

## 개요
상월면은 일조량이 풍부하고 노성천의 상류지역으로 맑은 물과 넓은 들을 바탕으로 청정지역에서 생산되는 맛좋은 쌀과 최고의 품질을 자랑하는 계룡산 상월 딸기, 계룡산 명품 밤고구마, 맛깔 수박, 신선누에에서 생산되는 건조누에, 동충하초 등은 전국에서 인기 있는 품목이다.
또한 논산-상월- 공주, 천안으로 직통하는 국도 제4차선이 통과하는 등 교통이 매우 편리하다. 이삼장군 고택과 유물 등 많은 문화재와 주곡리 장승제, 대명리두레소리 등은 행사를 개최하고 있다. 엘리트 정예 교육의 전당인 금강대학교가 있다.

## 행정 구역
- 대명리(大明里)
- 대우리(大牛里)
- 대촌리(大村里)
- 산성리(山城里)
- 상도리(上道里)
- 석종리(石宗里)
- 숙진리(淑眞里)
- 신충리(新忠里): 행정복지센터 소재지
- 월오리(月午里)
- 주곡리(酒谷里)
- 지경리(地境里)
- 학당리(鶴塘里)
- 한천리(寒川里)

## 교육
- 대명초등학교
- 상월초등학교
- 중학교 없음
- 고등학교 없음
- 금강대학교